# Anu Vehviläinen
Anu Helena Vehviläinen (Leppävirta, 9 settembre 1963) è una politica finlandese, membro del Partito di Centro Finlandese, presidente dell'Eduskunta dal 2020 al 2022.

## Biografia
Nata a Leppävirta, si laurea in filosofia presso l'Università di Joensuu, l'attuale Università della Finlandia orientale.

### Carriera
Entra in politica nel 1991, divenendo assistente del ministro degli affari esteri Paavo Väyrynen. Nel 1995, anno delle elezioni parlamentari, si candida per la circoscrizione di Savo-Carelia con il Partito di Centro Finlandese. Viene eletta ed entra quindi nell'Eduskunta.
Rieletta nel 1999, nel 2002 diventa vicepresidente del gruppo parlamentare del Partito di Centro Finlandese, prima donna a ricoprire l'incarico. Candidata anche nel 2003, non viene rieletta.
Risulta invece eletta alle elezioni del 2007 sempre per il collegio di Savo-Carelia con 6 789 voti. Nell'aprile dello stesso anno viene nominata ministra dei trasporti e delle comunicazioni dal ministro capo Matti Vanhanen. Nonostante il cambio del primo ministro nel giugno 2010, Anu Vehviläinen rimane ministra.
Alle parlamentari del 2011 vince nuovamente il seggio con 6 296 voti, così come in quelle del 2015, con 8 924 voti a favore.
Sempre nel 2015 il neo-eletto primo ministro Juha Sipilä la nomina ministra delle municipalità e delle riforme pubbliche, mandato nel quale rimane fino al giugno 2019. Brevemente ricopre anche l'incarico di ministra dei trasporti a causa dell'uscita dal governo della politica Anne Berner.
Il 9 giugno 2020 è nominata presidente dell'Eduskunta, sostituendo Matti Vanhanen, incarico nel quale rimane fino al febbraio 2022.
Non si ricandida alle elezioni parlamentari del 2023.